# Михайло Ломоносов (фильм, 1955)
«Миха́йло Ломоно́сов» — советский художественный фильм 1955 года о русском учёном Михаиле Ломоносове.

## Сюжет
1741 год. Тридцатилетний Михайло Ломоносов возвращается на родину после нескольких лет учёбы в Германии. Начинается многолетняя борьба за развитие русской науки, за создание научных центров в Санкт-Петербурге и Москве и, прежде всего, за открытие Московского университета.

## В ролях
- Борис Ливанов — Михаил Ломоносов
- Аста Виханди — Елизавета, жена Ломоносова
- Константин Адашевский — Леонард Эйлер
- Анатолий Алексеев — работник Прокопа Андреевича
- Тамара Алёшина — императрица Елизавета Петровна
- Владимир Белокуров — Прокоп Андреевич, заводчик
- Владимир Калмыков — граф Алексей Разумовский
- Алексей Консовский — Григорий Николаевич Теплов
- Юрий Родионов — Николай Поповский
- Сергей Дворецкий — Василий Дементьев
- Янис Осис — Герхард Фридрих Миллер
- Сергей Плотников — архиепископ
- Альфред Ребане — Иван Данилович Шумахер
- Владимир Сошальский — граф Иван Иванович Шувалов
- Юрий Толубеев — сенатор Пётр Иванович Шувалов
- Герман Хованов — Степан Петрович Крашенинников
- Антс Эскола — Георг Вильгельм Рихман
- Алексей Баталов — рыжий мужик
- Марина Кузнецова — Степанида Ивановна
- Олев Тинн — Трускот

## Съёмочная группа
- Сценарий Леонида Рахманова
- Постановка Александра Иванова
- Операторы: Моисей Магид, Лев Сокольский
- Режиссёр — Михаил Шапиро
- Композитор — Венедикт Пушков
- Главный художник — Николай Суворов
- Художник по костюмам — Л. Шильдкнехт
- Звукооператор — Евгений Нестеров
- Текст песни Александра Прокофьева

## Критика
Современная фильму критика с сожалением писала, что в фильме отражаются типичные недостатки многих биографических фильмов:

… калейдоскопичность событий, слабость психологической разработки главных действующих лиц, ошибочность режиссёрских решений важнейших эпизодов.
Да и сам образ Ломоносова нельзя считать удачным. В нём нет простоты, которая присуща человеку, вышедшему из народа.— Искусство кино, 1995
Киновед Пётр Багров пишет, что фильм «Михайло Ломоносов» был снят «по всем канонам сталинских биографических лент», но съёмки затянулись, и лента, вышедшая на экраны в оттепельном 1955 году, уже к этому моменту морально устарела.